# Фар Хилс (Њу Џерзи)
Фар Хилс (енгл. Far Hills) град је у америчкој савезној држави Њу Џерзи.

## Демографија
По попису из 2010. године број становника је 919, што је 60 (7,0%) становника више него 2000. године.
| Група             | 2000.       | 2010.       |
| Белци             | 795 (92,5%) | 799 (86,9%) |
| Афроамериканци    | 7 (0,8%)    | 6 (0,7%)    |
| Азијати           | 18 (2,1%)   | 17 (1,8%)   |
| Хиспаноамериканци | 31 (3,6%)   | 88 (9,6%)   |
| Укупно            | 859         | 919         |